# Pacto Histórico (partido político)
El Pacto Histórico (PH) es un partido político colombiano fundado en 13 de junio de 2025, heredero de la coalición política homónima y que surgió como resultado de la fusión de los partidos Colombia Humana (CH), Polo Democrático Alternativo (PDA), Unión Patriótica (UP) y Partido Comunista Colombiano (PCC).

## Precandidatos a la presidencia para las elecciones de 2026
El partido decidió realizar una consulta popular el 26 de octubre de 2025 donde se elegirá un candidato único que a su vez se comprometerá a participar en el llamado frente amplio con candidatos afines al proyecto de centro izquierda que participarían en una consulta en marzo de 2026. Los siete precandidatos son:
|  | Fotografía                                               | Titular | Cargos públicos |
|  | -------------------------------------------------------- | --- | --------------- |
|  |                                                          | Alí Bantú Ashanti Abogado (38 años) Timbiquí | - Ninguno       |
|  | Gustavo Bolívar Escritor (59 años) Girardot              | - Senador de la República (2018-2022) - Director General de Prosperidad Social (2024-2025)                                                                            |                 |
|  | Carolina Corcho Médica (42 años) Medellín                | - Ministra de Salud y Protección Social (2022-2023) |                 |
|  | Gloria Flórez Socióloga (63 años) Bucaramanga            | - Secretaria de Gobierno de Bogotá (2014-2016) - Senadora de la República (2022-)                                                                                     |                 |
|  | Susana Muhamad Politóloga (48 años) Barranquilla         | - Concejal de Bogotá (2020-2022) - Ministra de Medio Ambiente y Desarrollo Sostenible (2022-2025)                                                                     |                 |
|  | María José Pizarro Diseñadora de joyas (47 años) Bogotá  | - Representante a la Cámara por Bogotá (2018-2022) - Senadora de la República (2022-)                                                                                 |                 |
|  | Daniel Quintero (45 años) Ingeniero Electrónico Medellín | - Gerente de Innpulsa (2015-2016) - Viceministro de la Información y Comunicaciones para la Economía Digital (2016-2017) - Alcalde de Medellín (2020-2022; 2022-2023) |                 |

- Datos: Q135581316